# Marat Nikolajevič Tiščenko
Marat Nikolajevič Tiščenko (rusky Марат Николаевич Тищенко; 18. února 1931, Charkov, Sovětský svaz – 13. března 2015, Moskva, Rusko) byl ruský letecký konstruktér a bývalý šéfkonstruktér OKB Mil zabývající se především návrhy vrtulníků.

## Život
Narodil se v Charkově. Po absolvování Moskevského leteckého institutu (MAI) nastoupil v roce 1956 do OKB Mil. V roce 1970 se stal hlavním konstruktérem a roku 1981 pak šéfkonstruktérem a vedoucím mužem OKB. Účastnil se vývoje typů Mi-2, Mi-6, Mi-8 a V-12, podílel se i na nerealizovaném projektu konvertoplánu s překlopnými rotory Mil Mi-30.
V roce 1992 se stal členem Ruské akademie věd. Za své zásluhy byl mj. dvakrát oceněn Leninovým řádem.
Zemřel 13. března 2015 v Moskvě.